# Šafranov korijen
Šafranov korijen (lat. Curcuma), rod korisnih trajnica iz porodice đumbirovki (Zingiberaceae) kojemu pripada preko 90 vrsta porijeklom iz suptropskih i tropskih krajeva Azije, Tajland, Laos, Burma. Mnoge vrste kurkume danas se uzgajaju kao začinsko bilje, pa je nazivaju i kraljicom začina..
Ime roda dolazi po arapskoj riječi kurkum.
Poznatije vrste su kurkuma (Curcuma longa) i sijamski tulipan (Curcuma alismatifolia). Biljka je ljekovita posebno zbog žutonarančastog sastojka koji se zove kurkumin, za koji kažu da ima najsnažnije protuupalno djelovanje u biljnom svijetu, s više od 150 potencijalno terapijskih djelatnosti, te se biljka koristi u ajurvedskoj medicini.

## Vrste
1. Curcuma aeruginosa Roxb.
2. Curcuma albiflora Thwaites
3. Curcuma alismatifolia Gagnep.
4. Curcuma amada Roxb.
5. Curcuma amarissima Roscoe
6. Curcuma andersonii (Baker) Škorničk.
7. Curcuma angustifolia Roxb.
8. Curcuma antinaia Chaveer. & Tanee
9. Curcuma arida Škorničk. & N.S.Lý
10. Curcuma aromatica Salisb.
11. Curcuma arracanensis W.J.Kress & V.Gowda
12. Curcuma attenuata Wall. ex Baker
13. Curcuma aurantiaca Zijp
14. Curcuma australasica Hook.f.
15. Curcuma bakeriana Hemsl.
16. Curcuma bella Maknoi, K.Larsen & Sirirugsa
17. Curcuma bhatii (R.M.Sm.) Škorničk. & M.Sabu
18. Curcuma bicolor Mood & K.Larsen
19. Curcuma caesia Roxb.
20. Curcuma campanulata (Kuntze) Škorničk.
21. Curcuma candida (Wall.) Techapr. & Škorničk.
22. Curcuma cannanorensis R.Ansari, V.J.Nair & N.C.Nair
23. Curcuma caulina J.Graham
24. Curcuma ceratotheca K.Schum.
25. Curcuma clovisii Škorničk.
26. Curcuma cochinchinensis Gagnep.
27. Curcuma codonantha Škorničk., M.Sabu & Prasanthk.
28. Curcuma coerulea K.Schum.
29. Curcuma colorata Valeton
30. Curcuma comosa Roxb.
31. Curcuma coriacea Mangaly & M.Sabu
32. Curcuma corniculata Škorničk.
33. Curcuma cotuana Luu, Škorničk. & H.Ð.Trần
34. Curcuma decipiens Dalzell
35. Curcuma ecomata Craib
36. Curcuma elata Roxb.
37. Curcuma euchroma Valeton
38. Curcuma exigua N.Liu
39. Curcuma ferruginea Roxb.
40. Curcuma flammea Škorničk.
41. Curcuma flaviflora S.Q.Tong
42. Curcuma glans K.Larsen & Mood
43. Curcuma glauca (Wall.) Škorničk.
44. Curcuma gracillima Gagnep.
45. Curcuma graminifolia (K.Larsen & Jenjitt.) Škorničk.
46. Curcuma grandiflora Wall. ex Baker
47. Curcuma gulinqingensis N.H.Xia & Juan Chen
48. Curcuma haritha Mangaly & M.Sabu
49. Curcuma harmandii Gagnep.
50. Curcuma heyneana Valeton & Zijp
51. Curcuma inodora Blatt.
52. Curcuma involucrata (King ex Baker) Škorničk.
53. Curcuma karnatakensis Amalraj, Velay. & Mural.
54. Curcuma kayahensis Nob.Tanaka & M.M.Aung
55. Curcuma kudagensis Velay., V.S.Pillai & Amalraj
56. Curcuma kwangsiensis S.G.Lee & C.F.Liang
57. Curcuma larsenii Maknoi & Jenjitt.
58. Curcuma latiflora Valeton
59. Curcuma latifolia Roscoe
60. Curcuma leonidii Škorničk. & Luu
61. Curcuma leucorrhiza Roxb.
62. Curcuma loerzingii Valeton
63. Curcuma longa L.
64. Curcuma longispica Valeton
65. Curcuma macrochlamys (Baker) Škorničk.
66. Curcuma mangga Valeton & Zijp
67. Curcuma meraukensis Valeton
68. Curcuma mukhraniae R.Kr.Singh & Arti Garg
69. Curcuma mutabilis Škorničk., M.Sabu & Prasanthk.
70. Curcuma myanmarensis (W.J.Kress) Škorničk.
71. Curcuma nankunshanensis N.Liu, X.B.Ye & Juan Chen
72. Curcuma neilgherrensis Wight
73. Curcuma newmanii Škorničk.
74. Curcuma oligantha Trimen
75. Curcuma ornata Wall. ex Baker
76. Curcuma pambrosima Škorničk. & N.S.Lý
77. Curcuma parviflora Wall.
78. Curcuma parvula Gage
79. Curcuma pedicellata (Chaveer. & Mokkamul) Škorničk.
80. Curcuma peramoena Souvann. & Maknoi
81. Curcuma petiolata Roxb.
82. Curcuma phaeocaulis Valeton
83. Curcuma picta Roxb. ex Škorničk.
84. Curcuma pierreana Gagnep.
85. Curcuma plicata Wall. ex Baker
86. Curcuma porphyrotaenia Zipp. ex Span.
87. Curcuma prakasha S.Tripathi
88. Curcuma prasina Škorničk.
89. Curcuma pseudomontana J.Graham
90. Curcuma purpurascens Blume
91. Curcuma pygmaea Škorničk. & Šída f.
92. Curcuma reclinata Roxb.
93. Curcuma rhabdota Sirirugsa & M.F.Newman
94. Curcuma rhomba Mood & K.Larsen
95. Curcuma roscoeana Wall.
96. Curcuma roxburghii M.A.Rahman & Yusuf
97. Curcuma rubescens Roxb.
98. Curcuma rubrobracteata Škorničk., M.Sabu & Prasanthk.
99. Curcuma sahuynhensis Škorničk. & N.S.Lý
100. Curcuma sattayasaiorum Chaveer. & Sudmoon
101. Curcuma scaposa (Nimmo) Škorničk. & M.Sabu
102. Curcuma sessilis Gage
103. Curcuma sichuanensis X.X.Chen
104. Curcuma singularis Gagnep.
105. Curcuma sparganiifolia Gagnep.
106. Curcuma stenochila Gagnep.
107. Curcuma strobilifera Wall. ex Baker
108. Curcuma sumatrana Miq.
109. Curcuma supraneeana (W.J.Kress & K.Larsen) Škorničk.
110. Curcuma sylvatica Valeton
111. Curcuma thorelii Gagnep.
112. Curcuma trichosantha Gagnep.
113. Curcuma vamana M.Sabu & Mangaly
114. Curcuma viridiflora Roxb.
115. Curcuma vitellina Škorničk. & H.Ð.Trần
116. Curcuma wallichii M.A.Rahman & Yusuf
117. Curcuma wilcockii M.A.Rahman & Yusuf
118. Curcuma woodii N.H.Xia & Juan Chen
119. Curcuma xanthella Škorničk.
120. Curcuma yunnanensis N.Liu & S.J.Chen
121. Curcuma zanthorrhiza Roxb.
122. Curcuma zedoaria (Christm.) Roscoe
123. Curcuma zedoarioides Chaveer. & Tanee

- Curcuma angustifolia
- Curcuma australasica
- Curcuma zedoaria
- kurkuma
- rizom kurkume

## Vanjske poveznice
|  | Zajednički poslužitelj ima još gradiva o temi Curcuma |
|  | Wikivrste imaju podatke o taksonu Curcuma             |